# Касательное расслоение

Неформально, касательное расслоение многообразия (в данном случае окружности) получается при рассмотрении всех касательных пространств (сверху) и объединении их гладко без пересечений (снизу)

Касательное расслоение гладкого многообразия {\displaystyle M} — векторное расслоение над {\displaystyle M}, слой которого в точке {\displaystyle x\in M} является касательным пространством {\displaystyle T_{x}M} в точке {\displaystyle x}.
Касательное расслоение обычно обозначается {\displaystyle TM}.
Элемент тотального пространства {\displaystyle TM} — это пара {\displaystyle (x,\;v)}, где {\displaystyle x\in M} и {\displaystyle v\in T_{x}M}.
Касательное расслоение обладает естественной топологией (не топологией дизъюнктивного объединения) и гладкой структурой, превращающими его в многообразие.
Размерность {\displaystyle TM} равна удвоенной размерности {\displaystyle M}.

## Топология и гладкая структура
Если {\displaystyle M} — {\displaystyle n}-мерное многообразие, то оно обладает атласом карт {\displaystyle (U_{\alpha },\;\varphi _{\alpha })}, где {\displaystyle U_{\alpha }} — открытое подмножество {\displaystyle M} и
{\displaystyle \varphi _{\alpha }\colon U_{\alpha }\to \mathbb {R} ^{n}}
— гомеоморфизм.
Эти локальные координаты на {\displaystyle U} порождают изоморфизм между {\displaystyle T_{x}M} и {\displaystyle \mathbb {R} ^{n}} для любого {\displaystyle x\in U}.
Можно определить отображение
{\displaystyle {\tilde {\varphi }}_{\alpha }\colon \pi ^{-1}(U_{\alpha })\to \mathbb {R} ^{2n}}
как
{\displaystyle {\tilde {\varphi }}_{\alpha }(x,\;v^{i}\partial _{i})=(\varphi _{\alpha }(x),\;v^{1},\;\ldots ,\;v^{n}).}
Эти отображения используются для определения топологии и гладкой структуры на {\displaystyle TM}.
Подмножество {\displaystyle A} из {\displaystyle TM} открыто тогда и только тогда, когда {\displaystyle {\tilde {\varphi }}_{\alpha }(A\cap \pi ^{-1}(U_{\alpha }))} — открытое в {\displaystyle \mathbb {R} ^{2n}} для любого {\displaystyle \alpha }. Эти отображения — гомеоморфизмы открытых подмножеств {\displaystyle TM} и {\displaystyle \mathbb {R} ^{2n}}, поэтому они образуют карты гладкой структуры на {\displaystyle TM}. Функции перехода на пересечениях карт {\displaystyle \pi ^{-1}(U_{\alpha }\cap U_{\beta })} задаются матрицами Якоби соответствующих преобразований координат, поэтому они являются гладкими отображениями открытых подмножеств {\displaystyle \mathbb {R} ^{2n}}.
Касательное расслоение — частный случай более общей конструкции, называемой векторным расслоением.
Касательное расслоение {\displaystyle n}-мерного многообразия {\displaystyle M} можно определить как векторное расслоение ранга {\displaystyle n} над {\displaystyle M}, функции перехода для которого задаются якобианом соответствующих преобразований координат.

## Примеры
- Простейший пример получается для {\displaystyle \mathbb {R} ^{n}}. В этом случае касательное расслоение тривиально и изоморфно проекции {\displaystyle \mathbb {R} ^{2n}\to \mathbb {R} ^{n}}.
- Единичная окружность {\displaystyle S^{1}}. Её касательное расслоение также тривиально и изоморфно {\displaystyle S^{1}\times \mathbb {R} }. Геометрически, оно является цилиндром бесконечной высоты (см. картинку вверху).
- Простой пример нетривиального касательного расслоения получается на единичной сфере {\displaystyle S^{2},} это касательное расслоение нетривиально вследствие теоремы о причёсывании ежа.

К несчастью, изобразить можно только касательные расслоения действительной прямой {\displaystyle R} и единичной окружности {\displaystyle S^{1}}, которые оба являются тривиальными. Для двумерных многообразий касательное расслоение — это 4-мерное многообразие, поэтому его сложно представить.

## Векторные поля
Векторное поле — это гладкая векторная функция на многообразии {\displaystyle M}, значение которой в каждой точке — вектор, касательный к {\displaystyle M}, то есть гладкое отображение
{\displaystyle V\colon M\to TM}
такое, что образ {\displaystyle x}, обозначаемый {\displaystyle V_{x}}, лежит в {\displaystyle T_{x}M} — касательном пространстве в точке {\displaystyle x}. На языке локально тривиальных расслоений, такое отображение называется сечением.
Векторное поле на {\displaystyle M} — это сечение касательного расслоения над {\displaystyle M}.
Множество всех векторных полей над {\displaystyle M} обозначается {\displaystyle \Gamma (TM)}. Векторные поля можно складывать поточечно:
{\displaystyle (V+W)_{x}=V_{x}+W_{x}}
и умножать на гладкие функции на {\displaystyle M}
{\displaystyle (fV)_{x}=f(x)V_{x},}
получая новые векторные поля. Множество всех векторных полей {\displaystyle \Gamma (TM)} получает при этом структуру модуля над коммутативной алгеброй гладких функций на {\displaystyle M} (обозначается {\displaystyle C^{\infty }(M)}).
Если {\displaystyle f} есть гладкая функция, то операция дифференцирования вдоль векторного поля {\displaystyle X} даёт новую гладкую функцию {\displaystyle Xf}. Этот оператор дифференцирования обладает следующими свойствами:
- Аддитивность: {\displaystyle X(f+h)=Xf+Xh}.
- Правило Лейбница: {\displaystyle X(fh)=(Xf)\cdot h+f\cdot (Xh)}.

Векторное поле на многообразии можно также определить как оператор обладающий вышеперечисленными свойствами.
Локальное векторное поле на {\displaystyle M} — это локальное сечение касательного расслоения. Локальное векторное поле определяется только на каком-то открытом подмножестве {\displaystyle U} из {\displaystyle M}, при этом в каждой точке из {\displaystyle U} задается вектор из соответствующего касательного пространства. Множество локальных векторных полей на {\displaystyle M} образует структуру, называемую пучком вещественных векторных пространств над {\displaystyle M}.

## Каноническое векторное поле наTM{\displaystyle TM}
На каждом касательном расслоении {\displaystyle TM} можно определить каноническое векторное поле. Если {\displaystyle (x,\;y)} — локальные координаты на {\displaystyle TM}, то векторное поле имеет вид
{\displaystyle V=\left.y^{i}{\frac {\partial }{\partial y^{i}}}\right|_{(x,\;y)}.}
{\displaystyle V} является отображением {\displaystyle V\colon TM\to TTM}.
Существование такого векторного поля на {\displaystyle TM} можно сравнить с существованием канонической 1-формы на кокасательном расслоении.